# 1989 w literaturze
Wydarzenia literackie w 1989 roku.

## Wydarzenia
- polskie
  - Ukazał się pierwszy numer Gazety Wyborczej, redaktorem naczelnym został Adam Michnik.
  - Powstało wydawnictwo Amber.

## Proza beletrystyczna i literatura faktu

### Język polski

#### Pierwsze wydania
- Joanna Chmielewska – Szajka bez końca
- Wiktor Zaleski - Punkt odniesienia (Pax)[1]

#### Tłumaczenia
- André Brink – Sucha biała pora (A Dry White Season), przeł. Tomasz Wyżyński (Wydawnictwo Iskry)[2]
- Bohumil Hrabal – Wesela w domu (Svatby v domě), przeł. Piotr Godlewski (Niezależna Oficyna Wydawnicza)[3]
- Lilli Palmer - Czerwony kruk (Der rote Rabe), przeł. Elżbieta Ptaszyńska-Sadowska (Wydawnictwa Artystyczne i Filmowe)[4]

### Inne języki
- Gabriel García Márquez – Generał w labiryncie (El general en su laberinto)
- Bohumil Hrabal
  - Chcete vidět zlatou Prahu?
  - Amerika začala u Zlatýho tygra
- Kazuo Ishiguro – Okruchy dnia (The Remains of the Day)
- P.D. James - Intrygi i żądze (Devices and Desires)[5]
- Isabel Sabogal - Między Niebem a Piekłem, podzielony Wszechświat (Entre el Cielo y el Infierno, un Universo dividido), Lima, Ignacio Prado Pastor Editor.
- Dan Simmons – Hyperion
- Amy Tan – Klub Radości i Szczęścia (The Joy Luck Club)

## Wywiady
- polskie
- zagraniczne
- wydania polskie tytułów zagranicznych

## Dzienniki, autobiografie, pamiętniki
- polskie
- zagraniczne

## Nowe eseje, szkice i felietony
- polskie
  - Józef Kelera - Panorama dramatu (Wydawnictwo Dolnośląskie)[6]
- zagraniczne

## Nowe dramaty
- polskie
- zagraniczne
- wydania polskie tytułów zagranicznych

## Poezje
- polskie
  - Jerzy Szymik – Gwiazdy w filiżance
- wydania polskie poetów zagranicznych
  - Ezra Pound – Poezje wybrane (LSW, przeł. i opracował Leszek Engelking)
- zagraniczne
  - Simon Armitage - Zoom!

## Prace naukowe i biografie
- polskie
  - Andrzej Tadeusz Mazurkiewicz – Czarny Piotruś
  - Katarzyna Mroczek - Epitalamium staropolskie: między tradycją literacką a obrzędem weselnym (Zakład Narodowy im. Ossolińskich)[7]
- zagraniczne
  - Stanislao Loffreda – Lucerne Bizantine in Terra Santa con iscrizioni in greco
  - Richard Rorty – Przygodność, ironia i solidarność (Contingency, Irony and Solidarity)

## Urodzili się
- 3 kwietnia – Małgorzata Falkowska, polska pisarka
- Yaa Gyasi, ghańsko-amerykańska pisarka

## Zmarli
- 18 stycznia – Bruce Chatwin, angielski pisarz (ur. 1940)
- 22 stycznia – Sándor Weöres, węgierski poeta, pisarz i tłumacz literatury (ur. 1913)
- 29 stycznia – Maitreyi Devi, indyjska poetka i pisarka (ur. 1914)
- 6 lutego – Barbara Tuchman, amerykańska pisarka i historyczka (ur. 1912)
- 12 lutego – Thomas Bernhard, austriacki pisarz i dramaturg (ur. 1931)
- 22 lutego – Sándor Márai, węgierski prozaik, poeta i publicysta (ur. 1900)
- 23 lutego – Hans Hellmut Kirst, niemiecki pisarz (ur. 1914)
- 28 lutego
  - Hermann Burger, szwajcarski pisarz i literaturoznawca (ur. 1942)
  - Albin Siekierski, śląski prozaik (ur. 1920)
- 29 marca – Jo Mihaly, niemiecka aktorka i pisarka (ur. 1902)
- 15 kwietnia – Bernard-Marie Koltès, francuski pisarz, aktor i reżyser (ur. 1948)
- 19 kwietnia – Daphne du Maurier, angielska pisarka (ur. 1907)
- 27 kwietnia – Leopold Buczkowski, polski pisarz (ur. 1905)
- 2 maja – Wieniamin Kawierin, rosyjski i radziecki pisarz (ur. 1902)
- 10 maja – Dominik Tatarka, słowacki prozaik i publicysta (ur. 1913)
- 20 maja – Erzsébet Galgóczi, węgierska pisarka, reporterka (ur. 1930)
- 27 maja – Arsienij Tarkowski, radziecki poeta i tłumacz (ur. 1907)
- 7 czerwca – Paulo Leminski, brazylijski pisarz i poeta polskiego pochodzenia (ur. 1944)
- 19 czerwca – Betti Alver, estońska poetka, prozatorka, tłumaczka (ur. 1906)
- 15 lipca
  - Maria Kuncewiczowa, polska pisarka (ur. 1895)
  - Artur Sandauer, polski krytyk literacki, pisarz, tłumacz (ur. 1913)
- 23 lipca – Donald Barthelme, amerykański pisarz (ur. 1931)
- 8 sierpnia – Jiří Šotola, czeski poeta, prozaik i dramaturg (ur. 1924)
- 26 sierpnia – Irving Stone, amerykański pisarz (ur. 1903)
- 28 sierpnia – Konstanty Puzyna, polski poeta, eseista (ur. 1929)
- 30 sierpnia – Zygmunt Łanowski, polski tłumacz literatury (ur. 1911)
- 4 września – Georges Simenon, belgijski pisarz (ur. 1903)
- 15 września – Robert Penn Warren, amerykański poeta i pisarz (ur. 1905)
- 30 września – Oskar Davičo, serbski pisarz i publicysta (ur. 1909)
- 1 października – Stanisława Fleszarowa-Muskat, polska pisarka (ur. 1919)
- 10 października – Jan Gałkowski, polski poeta (ur. 1926)
- 15 października – Danilo Kiš, serbski pisarz (ur. 1935)
- 20 listopada – Leonardo Sciascia, włoski pisarz (ur. 1921)
- 26 listopada – Cecylia Lewandowska, polska tłumaczka (ur. 1902)
- 6 grudnia – Ćamil Sijarić, czarnogórski pisarz (ur. 1913)
- 12 grudnia – Carlos Barral Agesta, kataloński i hiszpański polityk, pisarz, poeta oraz wydawca (ur. 1928)
- 22 grudnia – Samuel Beckett, irlandzki dramaturg, prozaik i eseista (ur. 1906)
- 30 grudnia – Etienne Leroux, pisarz południowoafrykański (ur. 1922)

## Nagrody
- Nagroda Nobla – Camilo José Cela
- Nagroda Kościelskich – Włodzimierz Bolecki, Jerzy Pilch, Krzysztof Rutkowski
- Nagroda Petrarki - Jan Skácel
- Nagroda Vilenica – Jan Skácel
- Nagroda Goncourtów – Jean Vautrin, Un grand pas vers le Bon Dieu
- Booker Prize – Kazuo Ishiguro, Okruchy dnia (Remains of the day)
- Nagroda Pulitzera (poezja) – Richard Wilbur za Wiersze nowe i zebrane (New and Collected Poems)